# Okres Štúrovo
Der Okres Štúrovo war ein Verwaltungsgebiet im Südosten der Tschechoslowakei. Er wurde bei Gebietsreform von 1960 aufgelöst und dem Okres Nové Zámky zugeschlagen. 
Das Bezirksamt war in Štúrovo.